# Oreste Costa
Oreste Costa, né en 1851 à Florence et mort en 1901, est un peintre italien, actif principalement dans la peinture de scènes de genre, de paysages et de natures mortes.

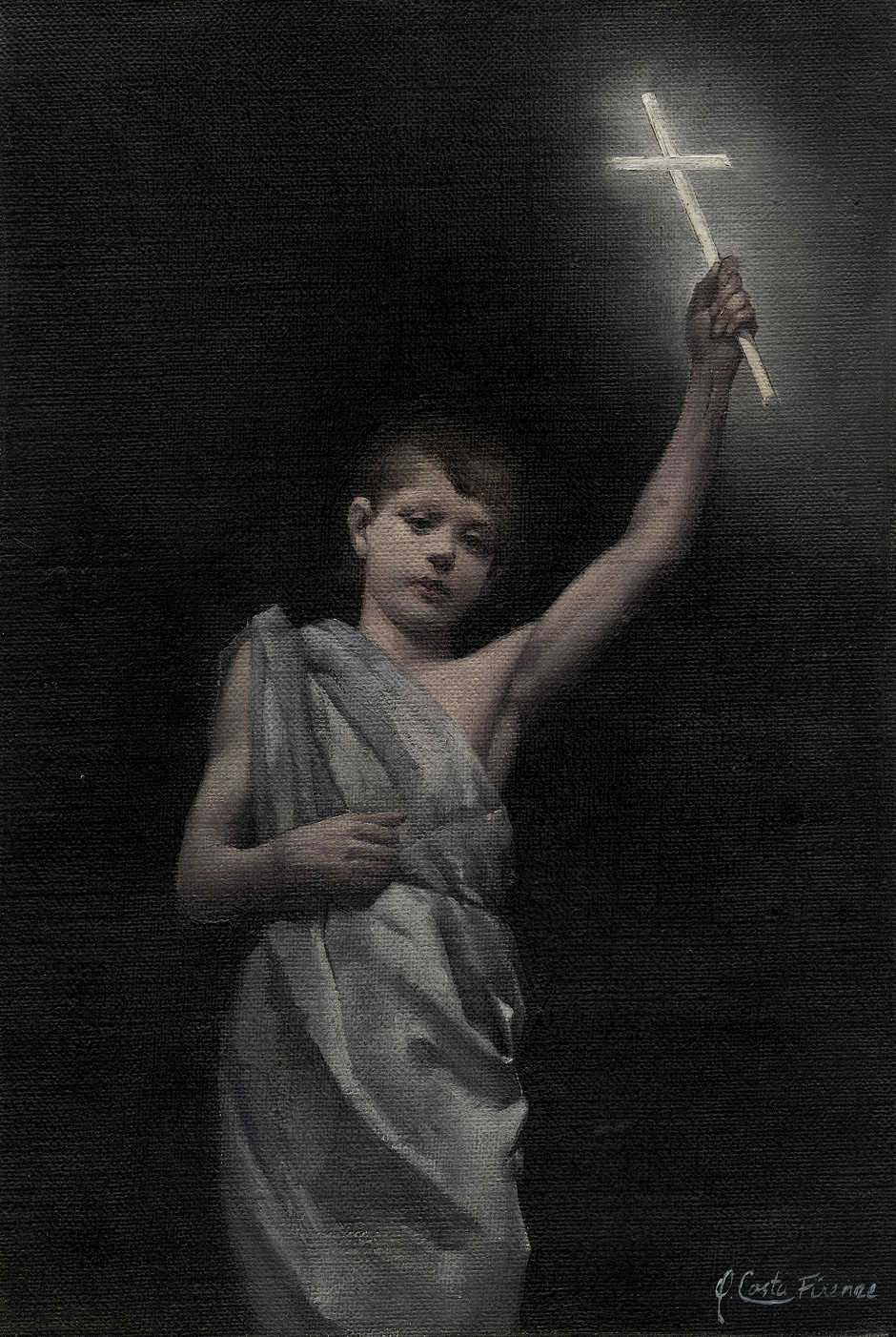

## Biographie
Oreste Costa est né en 1851 à Florence. Il est formé par Antonio Ciseri. Parmi ses œuvres figurent un Gli ultimi Sforzi. Son frère Antonio est aussi un peintre. Il expose fréquemment en Angleterre. Une de ses peintures, une scène de genre avec des personnes âgées en train de boire, se trouve au Hillwood museum
Il est mort en 1901.